# Quelle heure est-il dans ton monde ?
Pour plus de détails, voir Fiche technique et Distribution.
Quelle heure est-il dans ton monde ? (en persan : در دنیای تو ساعت چند است؟) est un film iranien réalisé par Safi Yazdanian et sorti en 2014.

## Synopsis
Après avoir veçu 20 ans en France, Goli à decidé revenir en Iran, specialement dans la ville ou elle est née: Rasht.
Quand elle est arrivée à Rasht, elle a vu un homme qui la connaissait bien ainsi que sa famille. Mais elle ne l'a pas reconnu.

## Fiche technique
- Titre : Quelle heure est-il dans ton monde?
- Titre original : در دنیای تو ساعت چند است؟ (Dar donya ye to saat chand ast?)
- Titre anglais : What's the Time in Your World?
- Réalisation et scénario : Safi Yazdanian
- Musique : Christophe Rezai
- Montage : Fardin Saheb Zamani
- Photographie : Homayoun Payvar
- Pays d'origine : Iran
- Genre : Drame
- Durée : 101 minutes
- Date de sortie : 2014
- Distribution : DreamLab Films

## Distribution
- Leila Hatami
- Ali Mossafa
- Zari Khoshkam
- Ardeshir kazemi

## Prix
- Prix du Public iranien Festival lors de la Brisbane, Sydney, Canberra, Adélaïde, Melbourne, Australie 2014
- Prix FIPRESCI au Festival international du film de Busan 2014
- FIFOG d'or au Festival international du film oriental de Genève 2015
- Meilleur scénario au Festival du film de Fajr 2015